# آتیلای دارچینی
آتیلای دارچینی (نام علمی: Attila cinnamomeus) نام یک گونه از سرده آتیلاها است.